# Iglesia de Sankt Michael (Santiago de Chile)
La Iglesia de Sankt Michael (Sankt-Michael-Gemeinde en alemán) es un templo parroquial de culto católico, ubicado en la comuna chilena de Providencia, en Santiago. Es el único de la ciudad cuya liturgia católica es de habla alemana, conservando el nombre en ese idioma de su advocación a San Miguel Arcángel. Es por esta razón que también recibe el apelativo de Parroquia Alemana de Santiago. Asimismo y en términos lingüísticos, es una de las tres comunidades cristianas germanoparlantes de Santiago, junto a la Iglesia Luterana El Redentor de la misma comuna y la Iglesia Evangélica Luterana La Reconciliación de Las Condes.  La actual parroquia construida en estilo arquitectónico moderno, se encuentra en la avenida Salvador, a la altura del Barrio Italia de la capital chilena. 

## Historia
La historia de la iglesia se remonta a la llegada de inmigrantes alemanes, austriacos y algunos suizos a la capital chilena y quienes practicaban el catolicismo como religión. Algunos de ellos eran primera o segunda generación de colonos en el Sur de Chile de origen germánico, que como efecto de la migración campo-ciudad se trasladaron a la ciudad más grande del país. En 1915, el Liceo Alemán de Santiago durante los primeros años de su fundación, dispuso de un espacio al interior de sus dependencias para la celebración de misas en idioma alemán, especialmente para las familias germanoparlantes que deseaban mantener sus tradiciones lingüísticas, como también para inmigrantes que se les dificultaba asistir a servicios religiosos en español por no dominar el idioma. A diferencia de las iglesias luteranas en la ciudad, también del mismo idioma, la comunidad de St. Michael no tuvo mayores inconvenientes en establecerse y hacer sus prédicas en espacios públicos, al ser el catolicismo la religión oficial del Estado confesional chileno hasta 1925, cuando se oficializó la separación Iglesia-Estado en el país. En consecuencia, en 1918, al término de la Primera Guerra Mundial de la cual Chile se mantuvo neutral, fue fundada la primera comunidad católica de habla alemana de Santiago, bajo la supervisión de los religiosos de la Congregación del Verbo Divino que eran misioneros provenientes de países de habla alemana. En los años 1930, un nuevo grupo de inmigrantes alemanes — en su mayoría católicos provenientes de Baviera — y sus descendientes residentes en Peñaflor se unen a la comunidad, sumado a algunos refugiados de la Segunda Guerra Mundial durante los años posteriores. Ellos se hicieron cargo de la construcción de la primera capilla de la comunidad, contando con la supervisión del Padre Teodoro Ulrich. 
En 1967, la comunidad adquiere el estatus de «parroquia personal», previa aprobación del consejo presbiteral del Arzobispado de Santiago, vinculando a los fieles en torno al idioma alemán y su origen cultural germánico, reconocidos como alemanes étnicos por las autoridades eclesiásticas, muchos de ellos nacidos en Chile. Para lograr ese objetivo, contaron con el apoyo del Padre Eduardo Saffer Schnettler, mientras era sacerdote del Liceo Alemán.
En materia educativa, la iglesia presta servicios pastorales y clases de religión a las comunidades educativas del Colegio St. Thomas Morus de Providencia, como también a la comunidad católica del Colegio Suizo de Santiago.